# Stafstedt
Stafstedt er en kommune og en by i det nordlige Tyskland, beliggende i Amt Jevenstedt i den sydlige del af Kreis Rendsborg-Egernførde. Kreis Rendsborg-Egernførde ligger i den centrale del af delstaten Slesvig-Holsten.

## Geografi
Stafstedt ligger cirka 14 km syd for Rendsborg i Naturpark Aukrug. Mod vest løber Bundesstraße 77 fra Rendsborg mod Itzehoe. Fra 1901 til 1957 havde Luhnstedt banegård på Rendsburger Kreisbahn.